# Налоговое право
Нало́говое пра́во — подотрасль финансового права, представляющая собой совокупность правовых норм, регулирующих общественные отношения в сфере налогообложения.
По мнению Худякова А.И. и Порохова Е.В. предметом регулирования налогового права являются общественные отношения:
1. по установлению, введению в действие и отмене налогов;
2. по налоговым обязательствам;
3. по налоговому администрированию;
4. и налогово-юрисдикционные отношения

Основными участниками налоговых правоотношений являются:
- плательщики налогов и сборов;
- налоговые агенты;
- органы налоговой службы;
- иные государственные органы;
- банки, перечисляющие суммы налогов и сборов в бюджетную систему.

## Определение понятия
По мнению И. А. Цинделиани необходимо признать, что определение понятия налогового права имеет широкий диапазон мнений, например:
- налоговое право – подотрасль финансового права[5];
- налоговое право – самостоятельная отрасль права[6];
- налоговое право – комплексная отрасль законодательства[7];
- налоговое право – институт бюджетного права[3];
- налоговое право – сложный институт финансового права[8].

## Налоговое право России
В Российской Федерации источниками налогового права являются: Конституция России, Налоговый кодекс Российской Федерации, другие федеральные законы и подзаконные акты, регулирующие налоговые отношения. Причём органы власти субъектов Российской Федерации также могут принимать нормативные акты, касающиеся налогообложения, однако, в рамках и на основе федерального законодательства о налогах и сборах.
К числу источников налогового права также относят международные договоры (например, договоры об избежании двойного налогообложения).
На сегодняшний день предмет налогового права точно определен в ст. 2 НК РФ и включает в себя публично-правовые отношения:
1. по установлению, введению и взиманию налогов и сборов;
2. возникающие в процессе осуществления налогового контроля;
3. возникающие при обжаловании актов налоговых органов, действий (бездействия) их должностных лиц;
4. возникающие при привлечении к ответственности за совершение налогового правонарушения.

## Международное налоговое право
Под международным налоговым правом понимается сложный комплекс правовых норм, предметом регулирования которого, в частности, являются:
- отношения государств, возникающие в связи с договорным перераспределением ими налоговых полномочий на осуществление прав налогообложения;
- отношения между компетентными финансовыми органами различных государств по обмену налоговой информацией, по оказанию правовой помощи по налоговым делам и т. д.;
- трансграничные налоговые отношения (то есть налоговые отношения с иностранным элементом, например, отношения, возникающие в связи с налогообложением российских налогоплательщиков — резидентов за пределами территории Российской Федерации или в связи с налогообложением налогоплательщиков — иностранных резидентов в России).

К типичным источникам международного налогового права относят:
1. международные договоры об избежание двойного налогообложения (в отношении доходов, капитала, по вопросам наследования);
2. международные договоры об обмене налоговой информацией и сотрудничестве по вопросам соблюдения налогового законодательства;
3. национальные нормы налогового законодательства, касающиеся трансграничного налогообложения.

Иногда к источникам международного налогового права относят также некоторые источники интеграционного права, в частности, (Европейского союза, Государств Карибского бассейна, Евразийского экономического сообщества и т. д.)